# Henryk Elzenberg
Henryk Elzenberg, né le 18 septembre 1887 à Varsovie, mort le 6 avril 1967 dans la même ville, est un éthicien, esthéticien et axiologue polonais.

## Biographie
Son père l'envoie en Suisse, à Genève, où  il obtient le baccalauréat. Il poursuit ensuite ses études à Paris, à la Sorbonne, où il obtient en 1907 une licence en langues et littératures classiques. Deux ans plus tard, il y soutient une thèse sur Le sentiment religieux chez Leconte de Lisle
Elzenberg commence sa vie professionnelle à Neuchâtel, en Suisse, comme professeur de littérature française. Il part en 1912 pour la Pologne (qui est alors un territoire russe) où il continuera à enseigner le français et la philosophie dans des différentes écoles secondaires.
Il participe à la Première Guerre mondiale et à la guerre soviéto-polonaise en 1920. Après avoir soutenu en 1921 une thèse sur Marc Aurèle (Marek Aureliusz. Z historii i psychologii etyki) à l'université Jagellonne de Cracovie, Elzenberg obtient l'habilitation à diriger des recherches en esthétique, éthique et histoire de la philosophie.
Dans les années 1936-1939, le philosophe donne des cours à l'Université Étienne-Bathory, à Wilno alors polonaise. Pendant l'Occupation allemande il s'engage dans l'enseignement clandestin travaillant, entre autres, comme gardien de nuit dans un atelier de menuiserie.
De retour en Pologne à partir de 1945, il enseigne pendant une courte période à l'Université catholique de Lublin. Il donnera ensuite, jusqu'à sa retraite en 1960, des cours d'axiologie et d'histoire de la philosophie à l'Université Nicolas-Copernic de Toruń. Ses cours sont cependant interrompus pendant six ans, de 1950 à 1956, du fait de son interdiction d'enseigner, accusé d'« idéalisme incorrigible » par les autorités communistes. 
Maîtrisant le polonais, le grec ancien, le latin, l'allemand, le français, l'anglais, l'italien et le sanskrit, Elzenberg est traducteur de Descartes, Montaigne, Platon et Marc Aurèle, entre autres.
Il meurt le 6 avril 1967 de suites d'un cancer de la moelle osseuse.

## Œuvres

### Travaux en français
- Le sentiment religieux chez Leconte des Lisle, 1909, texte sur Wikisource.
- Le Souci d'exister, vagabonde, 2021

### Travaux en polonais
- Kłopot z istnieniem. Aforyzmy w porządku czasu (L'ennui d'exister. Aphorismes dans l'ordre du temps)
- Wartość i człowiek. Rozprawy z humanistyki i filozofii (La valeur et l'homme. Dissertations humanistes et philosophiques)
- Próby kontaktu. Eseje i studia krytyczne  (Tentatives de contact. Essais et études critiques)